# Iason

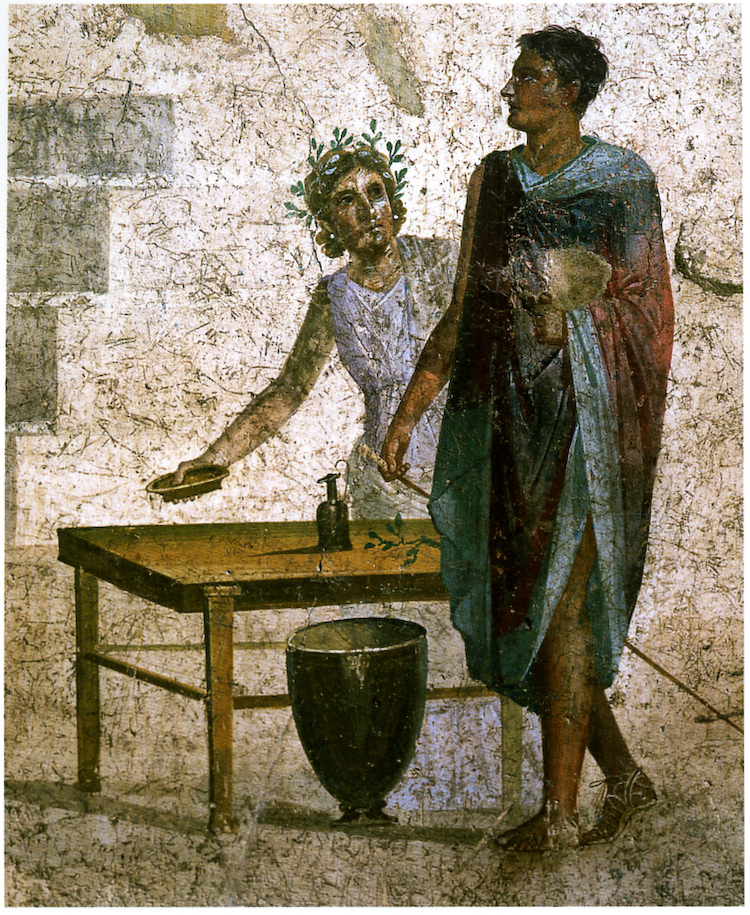
Iason auf einem antiken Fresko aus Pompeji aus der Casa di Giasone

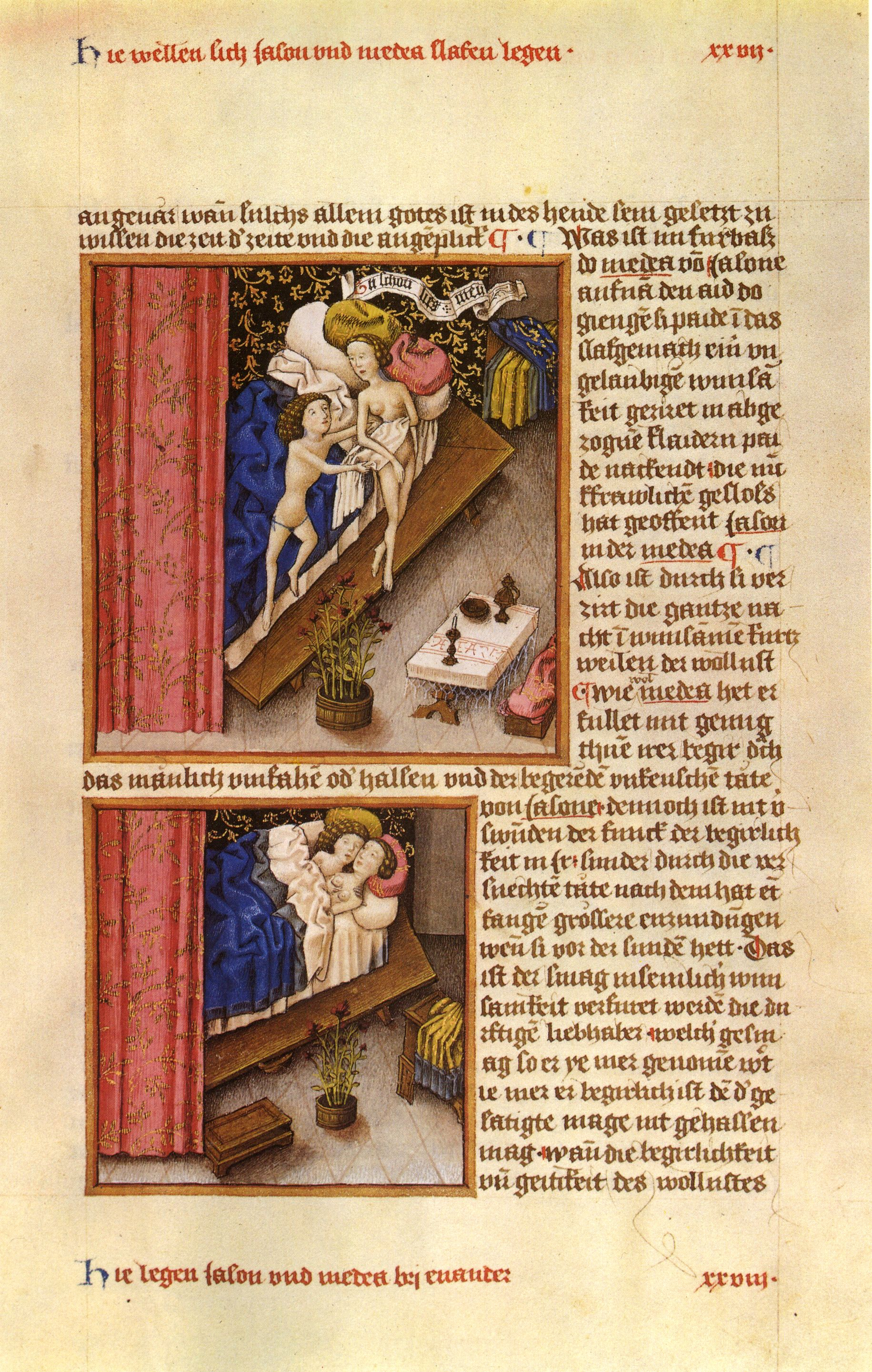
Iason und Medea. Buchmalerei in einer Handschrift der Historia destructionis Troiae des Guido de Columnis in deutscher Übersetzung. Wien, Österreichische Nationalbibliothek, Codex 2773, fol. 18r (15. Jahrhundert)

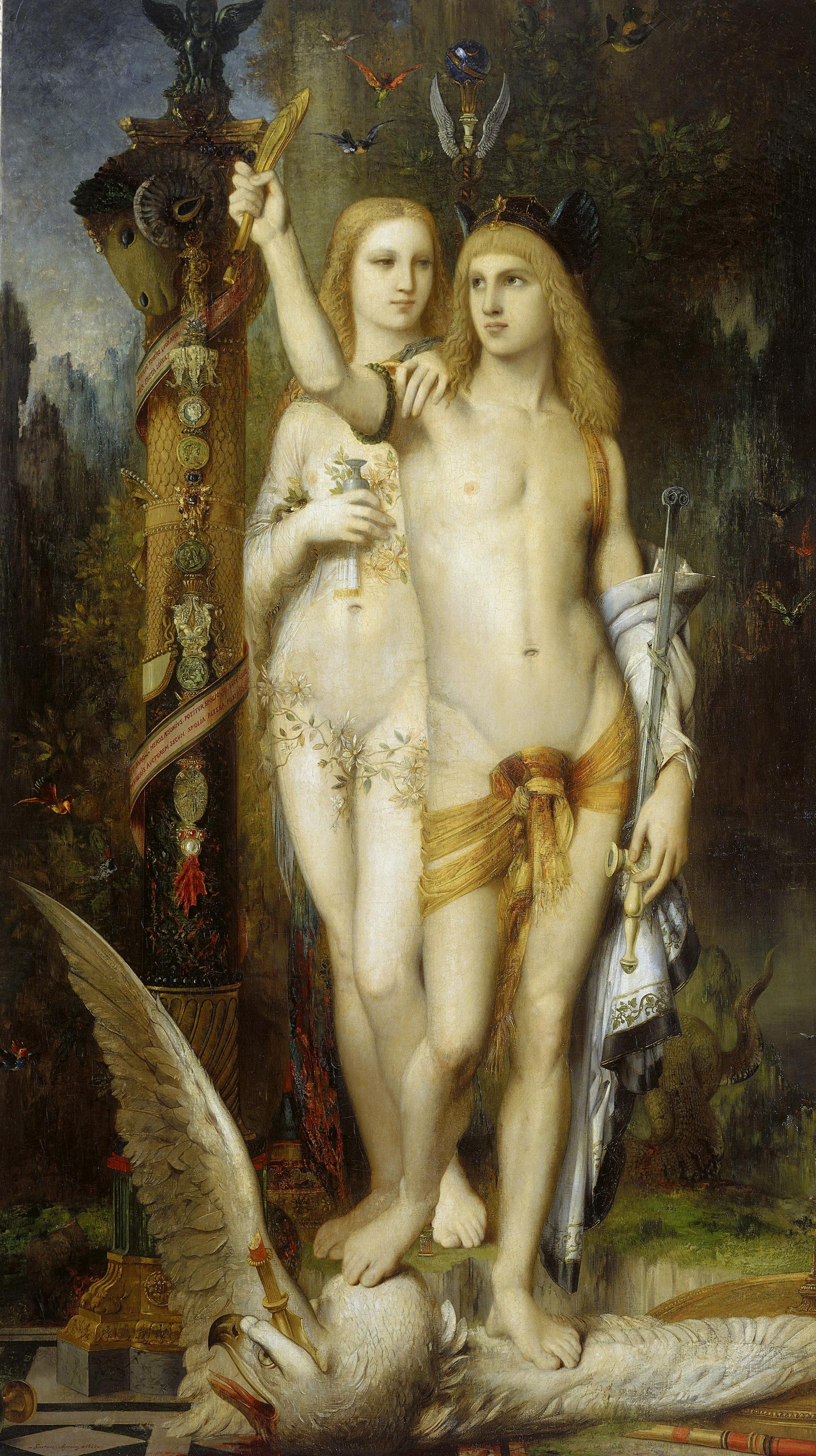
Gustave Moreau: Jason et Médée, 1865, Musée d’Orsay, Paris

Iason (altgriechisch Ἰάσων Iásōn, deutsch ‚der Heilende‘; deutsch auch Jason) ist eine Heldengestalt aus der griechischen Sage. Er war der Sohn des Aison, eines Königs von Iolkos, und der Polymede oder Alkimede. Bekannt ist er vor allem als Anführer der Argonauten.

## Mythos
Der Halbgott Pelias, Sohn des Poseidon und der sterblichen Tyro, verdrängte seinen Halbbruder Aison vom Thron von Iolkos und bemächtigte sich der Herrschaft über ganz Thessalien. Zu dieser Zeit befand sich Iason im Pilion-Gebirge, wo er von Cheiron erzogen wurde. Pelias erhielt von einem Orakel den Rat, sich vor dem in Acht zu nehmen, der nur einen Schuh trüge. Als Pelias zum Opfer für Poseidon einlud, kam Iason, um sein rechtmäßiges Erbe zu fordern. Auf dem Weg begegnete ihm an einem Fluss eine alte Frau (die verwandelte Hera). Diese bat den Helden, dass er ihr über den Fluss helfe. Beim Überqueren des Flusses verlor er einen Schuh im Schlamm. Pelias fragte nun Iason, wie er handeln würde, wenn er dieses Orakel erhalten hätte, und dieser antwortete, dass er die betroffene Person losschicken würde, um das Goldene Vlies zu holen, was Pelias auch tat.
Nun gab Iason den Bau der Argo in Auftrag und lud viele Helden ein, ihn zu begleiten. Bevor es losgehen sollte, begab er sich auf den Weg nach Delphi. Doch als er die Peloponnes umschiffte, wurde er in einem Sturm nach Nordafrika verschlagen und blieb in den Untiefen des Tritonsees stecken. Der Gott Triton versprach ihm herauszuhelfen, wenn er ihm den Dreifuß, den er bei sich hatte, opfern würde. Nun verkündete er, auf dem Dreifuß sitzend, wie Iason wieder auf die offene See komme, und sagte ihm die Zukunft voraus.
Iason zog mit 50 Gefährten, den nach ihrem Schiff, der Argo, genannten Argonauten, aus, um das Goldene Vlies aus Kolchis am Ostufer des Schwarzen Meeres zu rauben. Auf dem Weg dorthin landeten sie auch auf Lemnos. Hier wohnten die Frauen, die alle männlichen Bewohner getötet hatten. Iason verbrachte mit Hypsipyle, der Königin von Lemnos, eine Nacht und zeugte Euneos und Deipylos.
In Kolchis angekommen, forderte er das Goldene Vlies von Aietes, dem König. Dieser versprach ihm das Vlies, wenn er es schaffen würde, die feuerspeienden Stiere mit den ehernen Füßen anzuspannen und Drachenzähne zu säen. Medea, die Tochter des Aietes, verliebte sich in Iason und half ihm, die Aufgabe zu bewältigen. Sie gab ihm ein Zaubermittel, das ihm für einen Tag Schutz gewährte, indem es alle Schwerthiebe und Pfeile ablenken und alle Flammen unschädlich machen sollte. Außerdem verriet sie ihm, dass aus den Zähnen Kämpfer erwachsen würden, die er mit Steinwürfen verwirren und dann niedermachen könnte. Als Iason die Aufgabe bewältigt hatte, weigerte sich Aietes, das Vlies herauszugeben. Deshalb schläferte Medea den wachenden Drachen ein und holte das Goldene Vlies.
Iasons Hoffnung, als Lohn für das Goldene Vlies den Thron von König Pelias in Iolkos zu besteigen, um dessentwillen er die gefahrvolle Fahrt unternommen hatte, erfüllte sich nicht. Er erfuhr, dass Pelias seinen Vater Aison in den Selbstmord getrieben hatte, indem er ihm erzählte, die Argo sei untergegangen. Darüber hinaus hatte Pelias Promachos, Iasons jüngeren Bruder, ermordet. Iason flüchtete zum Isthmus von Korinth. Aufgrund dieser Verfehlungen des Pelias sann Medea auf Rache und redete dessen Töchtern ein, sie könnten ihren Vater verjüngen. Alkestis weigerte sich, dem Rat Medeas zu folgen. Die anderen jedoch glaubten Medea, zerschnitten und kochten ihren Vater Pelias. Akastos, der Sohn des Pelias, verbannte Medea und Iason nun aus dem Land. Kreon, der König von Korinth, lud sie zu sich ein. Von hier unternahm Iason zusammen mit Peleus und den Dioskuren eine Expedition gegen Iolkos, zerstörte die Stadt und tötete Astydameia, die Gattin des Akastos. Astydameias Leiche wurde anschließend zerstückelt.
In Korinth warb Iason um Glauke, die Tochter des Königs. Aus Eifersucht tötete Medea sowohl Glauke und Kreon als auch ihre eigenen Söhne von Iason, Mermeros und Pheres. Iason wurde König von Korinth, doch nahm er sich in seiner Verzweiflung schon bald selbst das Leben. Medea floh mit dem Sohn Medeios nach Athen. Iason war auch Teilnehmer der Jagd auf den Kalydonischen Eber.
Medea und Iason sollen noch eine Tochter Eriopis und einen weiteren Sohn Polyxenos gehabt haben. Laut einer anderen Sage legte sich der alte Iason unter sein Schiff, die Argo, die auf einmal zusammenbrach und ihn so begrub.
In den arkadischen Legenden wird auch ein Sohn des Iason namens Apis erwähnt, der bei einem Wagenrennen während der Leichenspiele zu Ehren des Azan den Tod fand.

## Rezeption
Kunst:

Iason mit dem goldenen Vlies von Bertel Thorvaldsen (1803)

- Bertel Thorvaldsen: Iason mit dem goldenen Vlies, Marmorstatue 1803.
- Ferdinand Schlöth: Jason mit dem goldenen Vlies, Marmorstatue 1852, Kunstmuseum Basel[2]

Filme:
- Jason und die Argonauten (USA, GB, 1963)[3]
- Das goldene Ding (Deutschland, 1972)[4]
- Jason und der Kampf um das Goldene Vlies (USA, 2000)[5]
- Greek Gods and Goddesses: Jason and the Argonauts (UK, 2004)[6]
- Jason (USA, 2005)[7]
- Medea 2 (Spanien, 2006)[8]

Miniserie:
- Jason and the Heroes of Mount Olympus (F, USA, 2001)[9] Animation

Der Mount Jason in der Antarktis ist nach ihm benannt.